# You've Been a Friend to Me
"You've Been a Friend to Me" é uma canção escrita por Bryan Adams, lançada em 2009. Foi tema do filme da Walt Disney, Old Dogs.

## Desempenho nas paradas musicais
| Parada musical (2010)                | Posição |
| ------------------------------------ | ------- |
| Canadá - Canadian Adult Contemporary | 13      |